# アエロペルー603便墜落事故
アエロペルー603便墜落事故（アエロペルー603びんついらくじこ、Aeroperú Flight 603 ）は1996年10月2日に、アエロペルーの757-23Aが太平洋リマ近海に墜落した航空事故である。機体洗浄時にピトー管・静圧孔に貼り付けられたマスキングテープを、洗浄後に整備士が剥がし忘れたために盲目飛行に陥ったのが原因だった。

## 事故当日のアエロペルー603便
- 使用機材：ボーイング757-200（機体記号：N52AW、1992年11月製造）
- フライトプラン：ペルー・リマ・ホルヘ・チャベス国際空港発チリ・サンティアゴ・アルトゥーロ・メリノ・ベニテス国際空港行き
- 乗員：9名
  - 機長：58歳 男性
  - 副操縦士：42歳 男性
- 乗客：61名

## 概要
0時40分、アエロペルー603便はリマのホルヘ・チャベス国際空港を離陸して上昇に入った。しかし高度計は0フィートを示したままで、しばらくすると速度計も0ノットを示した。0時43分、暫くして高度計・速度計が作動し出すが、3つの計器（機長席、副操縦士席、予備）がそれぞれ違う数値を表示したため、自動操縦に切り替えることもできなかった。更に速度計・高度計に続いて機体の姿勢に対する警報が発せられた。クルーはリマ空港の管制官に異常発生を報告した。計器の数値が信頼できないため、管制官に高度を確認しつつ飛行を続けることになった。
絶えず速度超過警報が鳴っていたので副操縦士はスピードブレーキで減速しようとした。しかし、スピードブレーキを使用しているにもかかわらず速度超過警報は作動し続けたため更に減速させた。0時57分には速度超過警報 ・失速警報が同時に作動したため、603便は加速に切り替えた。その後クルーはリマ空港へ引き返す事を決断するが、自力での飛行や着陸が不可能と悟った副操縦士は管制官に誘導機の手配を要求した。
1時03分、高度計が高度3,000mを示している時に対地接近警報装置が作動した。603便は管制官に高度を尋ねたが、3,000mとの返答を受けて警報を故障とみなした。しかし実際には高度は徐々に下がり続けており、この時点で機体高度は既に300mを下回っていた。603便は超低空を飛行していることに気づかないままILSの電波を頼りに空港に向かい始めた。
1時08分、603便は管制官から救援機が間もなく到着する旨の報告を受けた。この際、高度・速度に関して管制官に確認をしたがやはり計器の数値と一致せず、対処法を尋ねていた時に左主翼が海面に接触した。603便は再上昇を試みたが、17秒間飛行した後に左翼が水面に突っ込むようにして当たり、機体は反転しながら墜落した。乗員乗客70名は全員死亡した。
事故の翌朝、ペルー海軍などによって海面に浮いていた乗客の手荷物などが回収されたが、これといった証拠はなかった。機体の大半が海中に沈んでいたため、ペルー海軍の要請を受けたアメリカ海軍のROVを使用してブラックボックスなどを引きあげた。

## 事故原因
603便の機体はリマを出発する前に洗浄・研磨されていた。その際に整備士は防水のためにピトー管の静圧孔をマスキングテープで覆ったが、洗浄後に剥がし忘れていた。離陸前点検でも地上クルーやパイロットが剥がし忘れに気付くことはなく、そのまま離陸したために高度計や速度計に誤った値が表示されることになった。夜間に海上を飛行していたため目視による高度確認も難しく、計器表示の混乱からパイロットは機体状況を把握することが不可能となった。空港の管制塔で把握していた603便の高度などの情報は、一次レーダー等を使った客観的なものではなく、機体の計器から送信された数値を二次レーダーで受けたものであり、コクピット内の誤った計器表示を修正することは最後までできなかった。
また、パイロットは矛盾する警告に気を取られ、2,500フィート (760 m)に降下した後は電波高度計を用いて事態が打開できることに気付かなかった。
アエロペルーはペルーのフラッグ・キャリアであったが、この事故が痛手となり経営状況が悪化、3年後の1999年に経営破綻し運航を停止した。

## この事故を扱った作品
- メーデー!:航空機事故の真実と真相 第1シーズン第5話「FLYING BLIND」
- 舞台『CVR チャーリー・ビクター・ロミオ』
- 『墜落!の瞬間―ボイスレコーダーが語る真実』（ヴィレッジブックス文庫） 原著：マルコム・マクファーソン　訳：山本光伸 
ボイスレコーダーの記録がそのまま収録されている。
- 『操縦不能』『査察機長』（新潮社） 著：内田幹樹
- 『1番だけが知っている』